# Луварь
Луварь или императорский луварь (лат. Luvarus imperialis) — вид крупных морских рыб из отряда Acanthuriformes, единственный представитель рода луварей (Luvarus) и семейства луваровых (Luvaridae). Распространён в открытых водах всех океанов, но повсюду встречается весьма редко. Промыслового значения не имеет в связи со своей редкостью.

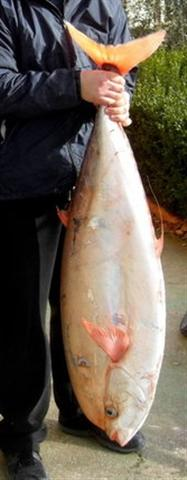
Луварь, пойманный у берегов Хорватии

## Описание
Достигает длины до 2 м и весит до 150 кг. Тело продолговато-овальной формы, сплющенное с боков. Лобная часть крутая. Ротовое отверстие очень маленькое. Челюсти не заострённые. Верхняя и нижняя челюсть крепко срощенные, вперёд не выдвигаются, зубов нет. Глаза маленькие, располагаются на уровне ротового отверстия. Спинной плавник образован 20 мягкими лучами, отодвинут далеко назад. В анальном плавнике 18 мягких лучей . Лучи спинного и анального плавников короткие. Хвостовой плавник высокий, с выемкой, сильный, лопасти большие. По бокам основания хвостового плавника имеются два маленьких киля с каждой стороны и по одному мясистому килю на боках хвостового стебля. Плавательный пузырь большой. Тело блестящее. Основной цвет серебристый или золотистый, бледно-розовый. Верхняя сторона головы и передняя часть спины металлически голубая либо чёрная. Спина серая; бока тела небесно-голубые. Брюхо — серебристое, блестящее. Плавники красного цвета, за исключением хвостового, имеющего тёмно-голубую окраску с розоватым оттенком. У молодых особей туловище окрашено в тона от красных до фиолетовых с круглыми тёмными пятнами. Также молодые рыбы имеют несоразмерно большую голову и длинные спинной, анальный и брюшной плавники.

## Ареал
Распространён в открытых водах океанов, но большинство поимок приходится на субтропическую и умеренно-тёплую зону. Обитатель мезопелагиали открытого океана от поверхностных слоев до глубины 1000 м.
В Атлантическом океане отмечен от Мадейры до побережья Великобритании, берегов южной Норвегии и Ирландии; в Средиземном море (где отмечен нерест). В Индийском океане отмечен у побережья Мозамбика, а в Тихом океане — у берегов Японии, Калифорнии, Южной Австралии и Новой Зеландии. При этом луварь отсутствует в собственно тропической зоне.
В североевропейских морях луваря преимущественно находят выброшенным на берег либо его ловят в прибрежных водах в районах, близких к открытому океану.

## Биология
Одиночные рыбы. Образ жизни вида неизвестен. Питаются зоопланктоном, медузами и другими студенистыми формами планктона, возможно также мелкими рыбами и головоногими моллюсками. Ввиду особенностей питания луварь обладает очень длинным кишечником (у метровой рыбы он составлял 92 % длины тела). Вид очень плодовит (самки мечут до 47 млн ооцитов). Личиночные и мальковые стадии мало похожи на взрослых рыб, из-за чего в своё время они были описаны в качестве самостоятельных родов под названиями Ausonia A. Risso, 1827, Diana A. Risso, 1827, Proctostegus Nardo, 1827, Astrodermus G. Cuvier, 1829, Scrofaria Gistel, 1848 и только впоследствии были идентифицированы с самим видом.